# Gottfried Trachsel
Gottfried Trachsel, född 5 oktober 1907, död 1974 i Thun, var en schweizisk ryttare.
Trachsel blev olympisk silvermedaljör i dressyr vid sommarspelen 1952 i Helsingfors.